# Concasseur
 (mai 2016).
Si vous disposez d'ouvrages ou d'articles de référence ou si vous connaissez des sites web de qualité traitant du thème abordé ici, merci de compléter l'article en donnant les références utiles à sa vérifiabilité et en les liant à la section « Notes et références ».

Concasseurs de pierres, XIXe siècle. Photographie par Eugène Trutat, conservée au Muséum de Toulouse.

Un concasseur est une machine conçue pour réduire les grosses roches en petites pierres, gravier, ou poussière de roche. Les concasseurs peuvent être utilisés pour réduire la taille ou changer la forme des déchets afin qu'ils puissent être plus facilement éliminés ou recyclés. Ils peuvent également réduire la taille d'un mélange solide de matières premières (comme le minerai), de sorte que ses différents composants puissent être séparés. Le concassage est le processus d'application d'une force, amplifiée par avantage mécanique, à l'aide d'un matériau dont les molécules sont liées plus solidement et résistent mieux à la déformation que celles du matériau à concasser.[pas clair] Les appareils de concassage retiennent le matériau entre deux surfaces solides parallèles ou tangentes, et appliquent une force suffisante pour rapprocher ces surfaces, générant suffisamment d'énergie dans le matériau pour que les molécules se séparent (fracturation), ou changent d'alignement les unes avec les autres (déformation).
Les premiers concasseurs étaient des pierres, frappées contre une enclume de pierre, le poids de la pierre aidant la force musculaire. Les meules et les mortiers sont des appareils de concassage de ce type.

## Usage industriel

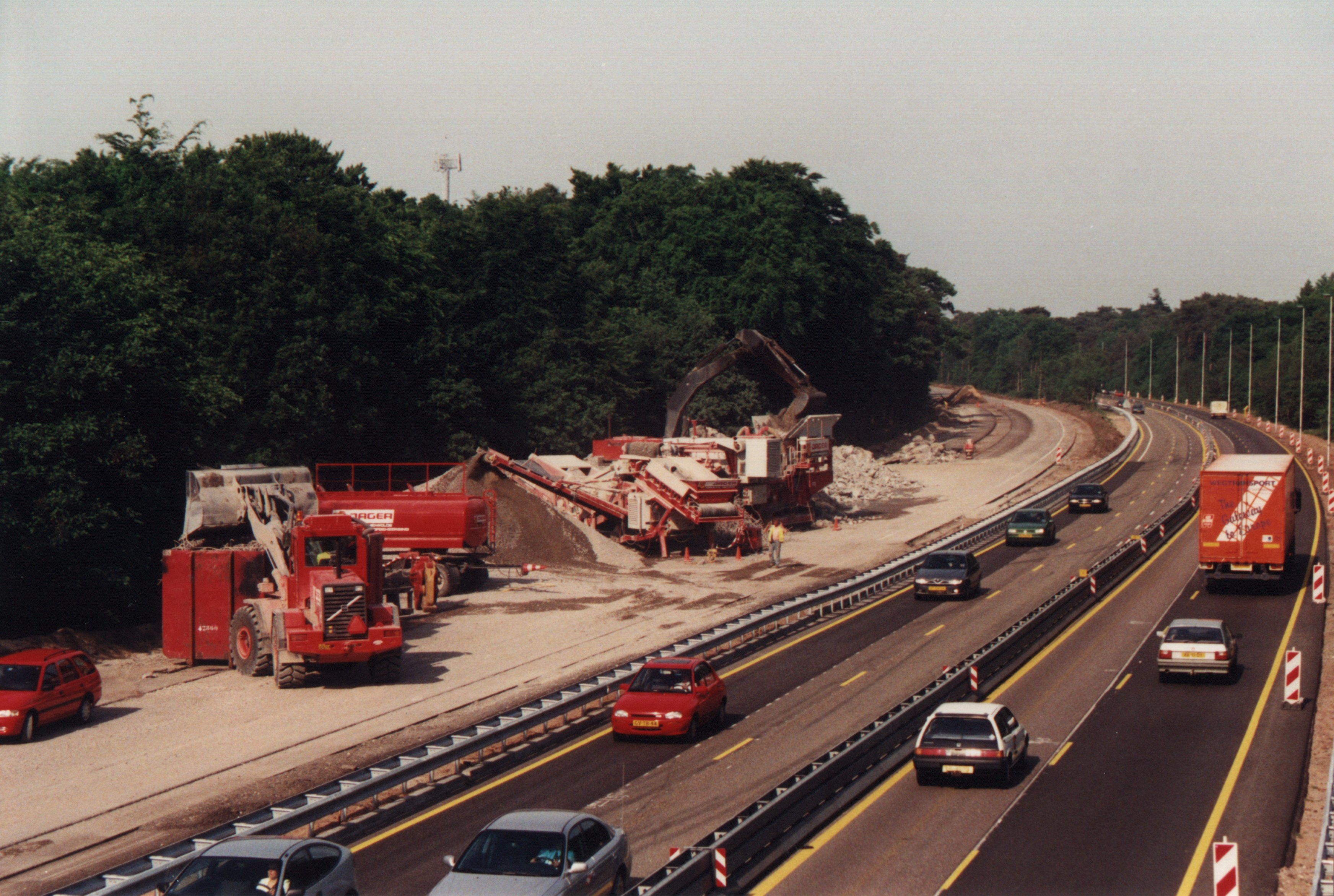
Ce chantier d'autoroute comprend un concasseur mobile (2004).

Dans l'industrie, les concasseurs utilisent une surface métallique pour briser ou comprimer les matériaux. Les concasseurs des opérations minières sont généralement classés suivant la finesse avec laquelle ils fragmentent le matériau de départ : les concasseurs primaires et secondaires traitent les matériaux grossiers, les concasseurs tertiaires et quaternaires réduisant les particules de minerai à des échelles plus fines. Chaque concasseur est conçu pour une taille maximale des matières premières, et livre souvent sa production à un crible qui trie et oriente le produit pour un traitement ultérieur.
Généralement, les étapes de concassage sont suivies par les étapes de broyage si les matériaux doivent être encore réduits. Les concasseurs sont utilisés pour réduire suffisamment la taille des particules pour que le matériau puisse être transformé en particules plus fines dans un broyeur. Un circuit typique de mine est constitué d’un concasseur suivi d’un broyeur semi-autogène, suivi par un broyeur à boulets. Dans ce contexte, le broyeur semi-autogène et le broyeur à boulets sont considérés comme meules plutôt que des concasseurs.
En fonctionnement, les matières premières (de tailles diverses) sont généralement livrées à la trémie du concasseur primaire par tombereau, pelles sur roues ou chargeurs frontaux. Un dispositif d'alimentation comme un tablier d'alimentation, convoyeur ou alimentateur vibrants, contrôle la vitesse à laquelle cette matière pénètre dans le concasseur. Ce dispositif d'alimentation contient souvent un dispositif de criblage préliminaire, qui permet aux petits matériaux de contourner le broyeur, améliorant ainsi l'efficacité de celui-ci. Le concassage primaire réduit les gros morceaux à une taille qui peut être traitée par les machines en aval.
Certains concasseurs sont mobiles et peuvent écraser des roches jusqu'à 1,5 mètre. Principalement utilisé au niveau du front de taille, ces unités peuvent se déplacer avec les grandes machines d'alimentation (principalement des pelles) pour augmenter le tonnage produit. Pour les travaux routiers, ces matériaux concassés sont directement combinés avec le béton et l'asphalte qui sont ensuite déposés sur la chaussée. Cela supprime le besoin de transporter des matériaux surdimensionnés vers un concasseur fixe pour ensuite revenir à la chaussée.

### En France: installation classée pour la protection de l'environnement
Selon la législation française, les concasseurs sont des installations classées pour la protection de l'environnement (ICPE) dénommée « installations de traitement de matériaux ». En effet, ce type d'installation est concerné par la rubrique no 2515 de la nomenclature des installations classées (« broyage, concassage, criblage, ensachage, pulvérisation, nettoyage, tamisage, mélange de pierres, cailloux, minerais et autres produits minéraux naturels ou artificiels ou de déchets non dangereux inertes ») :
- Les installations fonctionnant pendant une période unique supérieure à 6 mois et ayant une puissance maximale de l'ensemble des machines fixes pouvant concourir simultanément au fonctionnement de l'installation supérieure à 200 kW ainsi que les installations fonctionnant pendant une période unique inférieure ou égale à 6 mois et ayant une puissance maximale de l'ensemble des machines fixes pouvant concourir simultanément au fonctionnement de l'installation supérieure à 350 kW sont soumises à enregistrement. Afin de limiter leur impact environnemental, les exploitants de ces installations doivent notamment respecter les prescriptions techniques d'un arrêté ministériel daté du 26 novembre 2012[2].
- Les installations fonctionnant pendant une période unique supérieure à 6 mois et ayant une puissance maximale de l'ensemble des machines fixes pouvant concourir simultanément au fonctionnement de l'installation comprise entre 40 et 200 kW ainsi que les installations fonctionnant pendant une période unique inférieure ou égale à 6 mois et ayant une puissance maximale de l'ensemble des machines fixes pouvant concourir simultanément au fonctionnement de l'installation comprise entre 40 et 350 kW doivent être déclarées. Afin de limiter leur impact environnemental, les exploitants de ces installations doivent notamment respecter les prescriptions techniques d'un arrêté ministériel daté du 30 juin 1997[3].

L'instruction des demandes d'enregistrement ainsi que le contrôle du respect des prescriptions techniques par les exploitants sont réalisés par l'inspection des installations classées.

## Types de concasseur
Il existe des concasseurs de technologie différente, les plus fréquents sont cités ci-dessous.

### Concasseur à mâchoires

Fonctionnement d'un concasseur à mâchoires.

Le concasseur à mâchoire est une machine à broyer des roches (granite, calcaire, etc.) généralement à des fins industrielles, vu que la roche est la matière première par excellence de quasiment toutes les industries (métallurgie minière, etc.)
L’appellation « à mâchoire » est due au dispositif de concassage, qui reprend le principe de base d’une mâchoire, avec une paroi fixe et une autre mobile, la roche étant coincée entre les deux. La partie mobile est entraîné en rotation par une bielle (excentrique) qui assure la rotation de la mâchoire. Le ressort de rappel à sa base permet de ramener la mâchoire afin de laisser passer les matériaux broyés. Ce concasseur associe donc deux mouvements. Un mouvement de compression (de gauche à droite) afin de concasser le granulat et un mouvement de friction (du haut vers le bas) afin de faire descendre les matériaux vers le convoyeur de réception des matériaux broyés.
Les débits de telles machines sont conditionnés par leur taille d'ouverture et le réglage côté fermé à la base des machoires, là où sortent les matériaux.
Les mouvements répétitifs de la partie mobile, entraînés généralement par un moteur et une courroie, brisent la roche en petites pierres, la transformant en un produit fini commercialisable pour la fabrication du béton de construction, voire de route et autres applications.
Le concasseur à mâchoire reste de très loin le concasseur le plus populaire dans le monde, grâce à sa conception rudimentaire, sa fiabilité, sa maintenance peu coûteuse et ne nécessitant pas de grandes notions d’ingénierie.

### Concasseur giratoire
Le principe du concasseur giratoire est semblable à celui du concasseur à mâchoires, mais il est composé d'une surface concave et d'une tête conique. Les deux surfaces sont généralement doublées avec des pièces en acier au manganèse. Le cône interne a un léger mouvement circulaire, mais ne tourne pas, le mouvement est généré par un excentrique.[pas clair] Comme avec le concasseur à mâchoires, le matériau chute entre les deux surfaces en étant progressivement écrasé jusqu'à ce qu'il soit assez petit pour tomber dans l'espace entre les deux surfaces.
Le concasseur giratoire est l'un des principaux types de concasseurs primaires dans les mines ou les usines de traitement du minerai. Les concasseurs giratoires sont désignés par leur taille, soit selon l’ouverture maximum et le diamètre inférieur de la mâchoire mobile, soit par la taille de l'ouverture de réception. Les concasseurs giratoires peuvent être utilisés pour le concassage primaire ou secondaire. Le concassage est causé par la fermeture de l'écart entre la mâchoire mobile montée sur l'arbre central vertical et les doublures concaves (fixes) montées sur le châssis principal. Cet écart varie grâce à un excentrique sur la partie inférieure de l’arbre, qui entraîne l'arbre central vertical en rotation. L’arbre vertical est libre de tourner autour de son axe. Le concasseur est illustré d'un type court arbre de broche suspendue[Quoi ?], ce qui signifie que l'axe principal est suspendu au sommet et que l'excentrique est monté au-dessus de la couronne. La conception à arbre court a remplacé la conception à arbre long dans lequel l'excentrique est monté au-dessous de la couronne.

### Concasseur à cône
Un concasseur à cône ou concasseur conique a un fonctionnement similaire au concasseur giratoire, avec moins de pente dans la chambre de cassage et une plus grande zone parallèle entre les zones de concassage. Un concasseur à cône brise la roche en la serrant entre une tête excentrée tournante, qui est couverte par un blindage résistant à l'usure (mâchoire mobile), et le bol, couvert par un concave manganèse ou une mâchoire fixe. Comme la roche entre par le sommet du concasseur à cône, elle se coince et se comprime entre la mâchoire mobile et la mâchoire fixe. De gros morceaux de minerai sont cassés une fois, puis tombent à une position inférieure (car ils sont maintenant plus petits), où ils sont à nouveau cassé. Ce processus continue jusqu'à ce que les morceaux soient assez petits pour passer à travers l'ouverture étroite dans le bas de la chambre de cassage.
Un concasseur à cône est adapté au concassage de divers minerais et roches, pour des dureté allant de mi-dure à dure. Il a l'avantage d’une construction fiable, d’une haute productivité, d’un réglage facile et de faibles coûts opérationnels. Le système de libération à ressort d'un concasseur à cône agit comme une protection contre les surcharges qui permet aux matériaux imbroyables de passer par la chambre de concassage sans endommager le concasseur.

### Concasseur à percussion
Le concasseur à percussion appelé aussi concasseur à marteau peut être à axe horizontal ou vertical.

#### Concasseur à percussion à axe horizontal
Le concasseur à axe horizontal utilise la percussion pour briser la roche contrairement aux concasseurs à mâchoires, giratoire et à cône qui utilisent la compression. Il est composé d'un rotor lui-même équipé de battoirs ou marteaux et d'écrans de projection lieux d'impact des cailloux. Ce type de concasseur peut être utilisé en primaire ou secondaire ou tertiaire selon les tailles et technologies.
Le principe de concassage est :
- alimentation du concasseur en partie supérieure latérale
- percussion des cailloux par les marteaux et projection en direction des écrans
- rencontre avec l'écran, le caillou se brise sur l'écran et repart en direction des marteaux par rebond sur l'écran
- rencontre avec les marteaux et recommencement du processus ou rencontre avec un autre caillou en sens inverse

Tout au long du processus les cailloux descendent par gravité au fur et à mesure du concassage et sortent ensuite de la chambre de concassage. La capacité du concasseur à briser un caillou est liée à l'énergie accumulée par la caillou lors de l'impact avec le marteau. Cette énergie est donc dépendante de la vitesse du marteau mais aussi de la masse du caillou, c'est pourquoi il peut être difficile de briser des cailloux de petites dimensions avec ce type de concasseur. La variation d'alimentation du concasseur peut aussi influer sur l'usure des battoirs.
La percussion permet d'obtenir des matériaux avec une meilleure forme, c'est-à-dire une meilleure cubicité des gravillons. Cependant il est bien plus sensible à l'usure et à l'abrasivité des matériaux et n'est donc pas adapté à tous les types de roches.
Le réglage d'un concasseur à percussion se fait sur la fermeture, c'est-à-dire la plus proche distance entre les battoirs sur le rotor et les écrans de projection et éventuellement sur la vitesse du rotation du rotor.

#### Concasseur à percussion à axe vertical
Le concasseur à axe vertical est utilisé pour fabriquer des sables de qualité. En effet, il permet de concasser encore plus finement les graviers en finissant de rompre les liaisons les plus faibles rémanentes du granulat. On obtient ainsi un sable dont la consistance et la forme sont optimaux pour les sables types bétons notamment. Cette machine combine l'énergie de rotation avec l'énergie de percussion pour concasser les matériaux.
En entrée, les granulats arrivent par la tête du concasseur. Par gravité, ils arrivent par l'intermédiaire d'une goulotte verticale sur une plaque de distribution (en fer fortement chromé pour minimiser l'usure), légèrement conique pour éviter que les matériaux ne stagnent dessus. Le rotor vertical est constitué d'une chambre en rotation, blindée, possédant en général 4 ouvertures avec des pièces d'usure sur les côtés: les blocs de percussions.La plaque de distribution envoie par force centrifuge et gravitationnelle les matériaux vers les ouvertures. Une fois proches des ouvertures, les blocs de percussions frappent les matériaux et les projettent sur une couronne d'enclume, solidaire du bâti. Si les granulats ne sont pas cassés par la percussion des blocs, l'énergie supplémentaire emmagasinée lors de la frappe permet de les casser lors de la rencontre avec l'enclume.

## source
- (en) Cet article est partiellement ou en totalité issu de l’article de Wikipédia en anglais intitulé « Crusher » (voir la liste des auteurs).